# Tony Jacklin
Tony Jacklin, né le 7 juillet 1944 à Scunthorpe, est un golfeur anglais
Plus grand joueur britannique de son époque, il remporte deux Majeurs, le British Open 1969, titre qui échappait aux Britanniques depuis 18 ans, puis, l'année suivante, US Open qui lui n'avait plus été gagné par un de ses compatriotes depuis 1920.
Mais c'est surtout pour son implication dans la Ryder Cup qu'il restera dans l'histoire du golf, avec une entrée dans le hall of fame en 2002. Il défend tout d'abord les couleurs de l'équipe du Royaume-Uni et d'Irlande en 1967, 1969, 1971, 1973, 1975 et 1977, puis de l'Europe en 1979. Puis, plus tard, il prend la responsabilité de l'équipe européenne pour les éditions de 1983 à 1989. Sous sa conduite, l'équipe d'Europe remporte sa première victoire en 1985, puis la première sur le sol américain en 1987.
En 2013 il participe à Strictly Come Dancing 11.

## Palmarès

### Ryder Cup
- Capitaine en 1983 (défaite), 1985 (victoire), 1987 (victoire) et 1989 (match nul)
- Participation pour l'équipe du Royaume-Uni et d'Irlande en 1967, 1969, 1971, 1973, 1975 et 1977
- Participation pour l'équipe d'Europe en 1979

### Majeurs
- Britsh Open 1969
- US Open 1970

### PGA Tour
- 1968 Greater Jacksonville Open
- 1969 Britsh Open *
- 1970 US Open
- 1972 Greater Jacksonville Open

*Non compté dans le circuit européen car le circuit européen date de 1970; Pour le circuit PGA a été classifié rétroactivement en 2002

### Circuit Européen
- 1972 Viyella PGA Championship
- 1973 Open d'Italie, Dunlop Masters
- 1974 Scandinavian Enterprise Open
- 1976 Kerrygold International Classic
- 1979 Braun Open d'Allemagne
- 1981 Billy Butlin Jersey Open
- 1982 Sun Alliance PGA Championship

### Autres victoires
- 1964 Coombe Hill Assistants
- 1966 Kimberley Tournament (Afrique du Sud)
- 1967 Forest Products (Nouvelle-Zélande), New Zealand PGA Championship
- 1970 Trophée Lancôme (pas encore classé circuit européen), W.D. & H.O. Wills (Europe)
- 1971 Benson & Hedges Festival (Europe)
- 1972 Dunlop International
- 1973 Bogota Open, Los Lagartos Open
- 1974 Los Lagartos Open
- 1976 Kerrygolf International (Irlande)
- 1979 Venezuela Open

## Senior
- 1994 First Bank of America Classic
- 1995 Franklin Quest Championship (United States)